# 3rd New York Regiment
Le 3rd New York Volunteer Infantry Regiment est un régiment d'infanterie qui a servi dans l'armée de l'Union lors de la guerre de Sécession. Il est aussi connu sous l’appellation de régiment d'Albany. Les hommes portaient des uniformes de zouaves américanisés qui comprenaient une veste bleue marine avec une garniture rouge, un pantalon bleu marine, des guêtres blanches, un fez rouge avec un « tazzle » bleu, et un débardeur bleu marine de zouave avec une garniture rouge.

## Service
Le 10 juin 1861, le 3rd New York Infantry fait partie de l'expédition contre Big Bethel. Lors de l'approche, le régiment subit un tir fratricide de la part du 7th New York Infantry, ce qui a pour conséquence d'alerter les confédérés. Le 30 juillet 1861, il est envoyé à Baltimore et prend ses quartiers au fort McHenry jusqu'au 1er avril 1862. Il passe l'été 1862 à Suffolk et le 12 septembre 1862, il part pour fort Monore. Les premiers engagés qui ne se réengagent pas sont libérés du service en mai 1863, mais le régiment reste sur le terrain avec 162 recrues et 200 vétérans.
Le 3rd New York Regiment est présent lors du siège de Suffolk, après lequel il reçoit l'ordre de partir pour Folly Island, où il prend une part active aux opérations contre le fort Wagner, le bombardement du fort Sumter et les attaques contre Charleston pendant l'été et l'automne 1863, en tant qu'élément de la brigade d'Alford du XVIIIe corps. En octobre 1863, il retourne en Virginie où il est actif lors de l'avance du général Butler en mai 1864, perdant 5 tués, 50 blessés et 7 disparus.
Il combat lors de la seconde bataille de Drewy's Buff et est ensuite transféré dans la 3rd brigade de la 3rd division du XVIIIe corps, qui part pour Cold Harbor, où il est actif jusqu'au 12 juin 1864, date à laquelle il est transféré à Bermuda Hundred. Le régiment rejoint le Xe corps le 15 juin 1864 et fait partie de le 1st brigade de la 2nd division, avec laquelle il est engagé dans les assauts contre Petersburg en juin, l'explosion de la mine de 30 juillet 1864, fort Harrison et la route de Darbytown.
Le 3 décembre 1864, le 3rd New York Infantry est rattaché à la 1st brigade de la 2nd division du XXIVe corps et est envoyé en Caroline du Nord où il est engagé à fort Fisher, Sugar Loaf Battery, fort Anderson et Wilmington. Il reste en caroline du Nord, faisant un service de piquets et de garnison jusqu'à l'arrivée du général Sherman et la fin de la guerre.
Il est libéré du service à Raleigh le 28 août 1865.

## Pertes
Le régiment subit 37 morts par blessure et 85 par d'autres causes, pour un total de 122 décès. Parmi ceux-ci, un officier est tué au combat, et deux autres meurent de maladie ou d'accident. Trente-six hommes du rang sont tués et 83 meurent de maladie ou d'accident.

## Commandants
- Colonel Frederick Townsend (en)
- Colonel Samuel M. Alford
- Colonel Eldridge G. Floyd
- Colonel John Elmer Mulford